# Tales from Topographic Oceans
Tales from Topographic Oceans ist ein Doppelalbum der britischen Progressive-Rock-Gruppe Yes. Es ist das siebte Album der Band und das sechste Studioalbum.
Ein wesentliches Merkmal von Yes war zur Zeit der Entstehung dieses Albums ein permanenter Wechsel der Musiker. Vor der Aufnahme dieses Albums war der Schlagzeuger Bill Bruford durch Alan White ersetzt worden, nach der Tour zu diesem Album verließ der Keyboarder Rick Wakeman die Band zum ersten Mal. Er sollte jedoch während der Arbeit an dem Album Going for the One im November 1976 zu Yes zurückkehren.

## Entstehung
Nach dem Erfolg von Close to the Edge waren sich alle Bandmitglieder einig, dass man als Nächstes ein Konzeptalbum nie dagewesenen Ausmaßes in Angriff nehmen sollte. Jon Anderson hielt seine Mitmusiker dazu an, während der Close-to-the-Edge-Tour über ein Thema für das Album nachzudenken. Tatsächlich war aber er es dann, der die entscheidende Idee für Tales from Topographic Oceans hatte. Während einer kurzen Japan-Tournee vom 8. bis zum 14. März 1973 las Anderson die „Autobiographie eines Yogi“ („Autobiography of a Yogi“, 1950) von Paramahansa Yogananda, die ihm Jamie Muir, der damalige Perkussionist von King Crimson, empfohlen hatte. Paramahansa Yogananda kommt darin in einer Fußnote auf die Shastras („heilige Bücher“), die heiligen Schriften Indiens, zu sprechen.
Anderson sprach mit dem Gitarristen Steve Howe über die Idee, das nächste Album auf diesen Schriften basieren zu lassen, und die beiden trafen sich in freien Stunden in ihren Hotelzimmern, um an ersten Ideen für Tales... zu arbeiten. Die Tour zog in den folgenden Wochen nach Australien und Nordamerika weiter, und Anderson und Howe arbeiteten in etwa einem Monat die ersten beiden, jeweils eine LP-Seite langen Stücke aus. Zwei weitere, ebenso lange Stücke blieben noch skizzenhaft. In einer sechsstündigen Marathonsitzung bis morgens um sieben am 20. April 1973 in Savannah nahmen Anderson und Howe das bisher vorhandene Material auf Kassetten auf und entwarfen Skizzen für die Struktur der vier überlangen Songs.
Nach dem Ende der Tour am 1. Mai 1973 stellten die beiden ihre Ideen dem Rest der Band vor. Während Bassist Chris Squire, mit dem Anderson bereits zuvor öfters heftig aneinandergeraten war, zurückhaltend reagierte, gab Keyboarder Rick Wakeman seinem Missfallen von Beginn an deutlich Ausdruck. Doch Anderson, der zu dieser Zeit gerne „Little Napoleon“ genannt wurde, brachte seine Mitmusiker dazu, sich auf seine Vision und die letztlich vier Monate dauernden Aufnahmesessions einzulassen. Alan White und Chris Squire ließen sich dabei von Anderson und Howe, wenn auch widerwillig, durch die Arbeiten leiten, der Keyboarder Rick Wakeman allerdings war wegen der langwierigen Arbeiten zusätzlich derart frustriert, dass er die Band nach der Tales-Tour verließ. Er hatte sich zudem als Christ mit der philosophisch-religiösen Thematik des Albums nicht anfreunden können, umso weniger, als er Anderson nach der Lektüre einer Fußnote nicht gerade als Experten für die shastrischen Schriften ansah.
Anderson, der sich an die positiven Erfahrungen bei den Aufnahmesessions zu The Yes Album erinnerte, wollte ursprünglich, wie auch Howe, White und Offord, das Album auf dem Land aufnehmen, wenn möglich nachts und draußen, um die ländliche Atmosphäre, in der dieses Album entstanden war, in größerem, kosmischen Ausmaß auf Tales from Topographic Oceans wiedererstehen lassen. Doch Squire und Wakeman wehrten sich erfolgreich, und die Band ging in ELPs Manticore-Studios und danach in die Morgan Studios in London, um an den Stücken zu feilen und das Album aufzunehmen. Immerhin wurde ein Kompromiss gefunden: Anderson ließ, zur Verwunderung seiner Bandkollegen und anderer Beteiligter, Kulissen ins Morgan Studio 3 schaffen, darunter Strohballen, einen hölzernen Zaun und eine Pappkuh (laut Chris Squire soll jedoch der Bandmanager Brian Lane aus einer ironischen Laune heraus dafür verantwortlich gewesen sein). Doch die Extravaganzen des Sängers gingen noch weiter: Als er bemerkte, dass die Akustik in seinem heimischen Badezimmer für den Sound, den er sich für Tales vorstellte, perfekt war, ließ er von Michael Tait sein Bad im Studio nachbauen, ein Klangexperiment, das natürlich misslang.
Da vieles von Anderson und Howe nur konturenhaft entwickelt worden war, erarbeiteten Yes nun weite Teile des Albums direkt im Studio, eine Arbeitsweise, die Wakeman, der der Überzeugung war, dass diese Arbeit im Proberaum hätte erledigt werden müssen, sehr missfiel. Wenn seine Mitarbeit nicht benötigt wurde, ging er an die Bar oder warf einige Darts im Nebenraum. Wakeman kritisiert bis heute, dass der Mangel an solider Vorbereitung dazu führte, dass das Album an vielen Stellen durch minderwertiges Material auf die jeweils 20 Minuten aufgeblasen wurde. Er hätte eine konzisere Fassung des Materials in vier zehnminütigen Stücken auf einem Einzelalbum wesentlich lieber gesehen. Auch der Toningenieur Eddie Offord war keine große Hilfe in dieser Situation; nahezu ununterbrochen high, warf er gelungenes Material immer wieder versehentlich in den Papierkorb, während Misslungenes und Verworfenes verwendet wurde. Andauernd mussten solche Fehler von seinen Mitarbeitern korrigiert werden, weshalb das fertige Masterband, ähnlich, wie schon bei Close to the Edge, aus vielen kurzen Schnipseln zusammengesetzt war.

## Philosophisch-religiöser Hintergrund
Jon Anderson hatte die inhaltliche Inspiration für die vier Stücke von Tales from Topographic Oceans aus einem Buch, das ihm Jamie Muir empfohlen hatte. Es handelt sich dabei um Autobiografie eines Yogi (Autobiography of a Yogi. 1950) von Paramahansa Yogananda, des Begründers der Self-Realization Fellowship. Auf S. 117, in Fußnote 6 im 10. Kapitel, kommt Paramahansa Yogananda auf die Shastras („heilige Bücher“), die heiligen Schriften Indiens, zu sprechen. Der Text der Fußnote lautet im Original:

„Pertaining to the SHASTRAS, literally, ‚sacred books‘, comprising four classes of scripture: the SHRUTI, SMRITI, PURANA, and TANTRA. These comprehensive treatises cover every aspect of religious and social life, and the fields of law, medicine, architecture, art, etc. The SHRUTIS are the ‚directly heard‘ or ‚revealed‘ scriptures, the VEDAS. The SMRITIS or ‚remembered‘ lore was finally written down in a remote past as the world’s longest epic poems, the MAHABHARATA and the RAMAYANA. PURANAS are literally ‚ancient‘ allegories; TANTRAS literally mean ‚rites‘ or ‚rituals‘; these treatises convey profound truths under a veil of detailed symbolism.“

Die Shastras werden also traditionell in vier Gruppen eingeteilt: Shruti, Smriti (nicht „Suritis“, wie im Cover des Albums vermerkt), Purana und Tantra. Analog ist Tales in vier Stücke eingeteilt. Deutlich zu sehen ist, dass Anderson die Titel der Stücke direkt aus dem Text der Fußnote nimmt.
Die erste Textgruppe, Shruti, umfasst die direkt offenbarten Werke, die Veda (das Wort „Veda“ bedeutet „Wissen“ und ist mit dem deutschen Wort auch verwandt). Entsprechend lautet der Titel des ersten Teils des Albums The revealing science of god. Die vedischen Texte sind die ältesten Texte indischer religiöser Literatur und stammen in ihren ältesten Teilen aus dem 18. Jahrhundert vor Christus. Bis ins 16. Jahrhundert unserer Zeitrechnung wurden sie lediglich mündlich weitergegeben. Die vedischen Texte sind damit die ältesten Zeugen einer indogermanischen Sprache. Sie umfassen Lieder, Maximen, Aphorismen und auch Prosa, deren älteste aus dem 18. Jh. v. Chr., die jüngsten aus dem 3. Jh. v. Chr. stammen. Sie bestehen aus vier Teilen, Samhitas (Sammlungen) genannt, der Rigveda (religiös-magische Hymnen), der Samaveda (rituelle Gesänge), der Yajurveda (Opferformeln und Mantras) und der Atharvaveda (magische Formeln und Zaubersprüche). Zu jeder dieser Sammlungen gibt es zudem umfassende theologische Erläuterungen (Brahmanas). Die bekanntesten Texte, die in diesen Bereich gehören, sind vielleicht die Upanishaden (Geheimlehren).
Die zweite Textgruppe heißt Smriti, das bedeutet „das im Gedächtnis bewahrte Wissen“. Teil 2 von Tales heißt entsprechend The Remembering. Smriti umfasst die berühmten und sehr voluminösen Epen Mahabharata (106000 Doppelverse) und Ramayana (24000 Doppelverse), die Vedanga (vornehmlich hilfswissenschaftliche Texte zum Verständnis und zur korrekten Überlieferung des Veda) und die Sutras.
Die dritte Textgruppe heißt Purana („Allegorien aus uralten Zeiten“, man denke an The Ancient) und besteht aus 18 meist gleich aufgebauten Teilen, Liedern von Kriegern und Barden aus dem ersten Jahrtausend vor Christus. Von den im Brahma-vaivartta Purana genannten 400.000 Puranas werden 18 als Haupt-Puranas angesehen, wiederum unterteilt in drei Gruppen, Brahma, Vishnu und Shiva. Puranas handeln oft von fünf verschiedenen Themen: Kosmogonie, Zerstörung und Neuerschaffung, Genealogie der Götter, Manvantara-Perioden, Genealogie der Könige.
Der vierte Teil, Tantra, befasst sich mit Riten und Ritualen (der vierte Teil von Tales heißt Ritual). Es geht um die praktischen Seiten der Religionsausübung, um Initiationsriten, erotische Riten, magische Formeln und um Yoga. Die tantrischen Schriften sind Offenbarungen Shivas. Auch sie stammen aus dem ersten Jahrtausend v. Chr.

## Stücke auf dem Album
1. The Revealing Science of God (Dance of the Dawn) (Jon Anderson/Chris Squire/Steve Howe/Rick Wakeman/Alan White) – 20:27
2. The Remembering (High the Memory) (Jon Anderson/Chris Squire/Steve Howe/Rick Wakeman/Alan White) – 20:38
3. The Ancient (Giants under the Sun) (Jon Anderson/Chris Squire/Steve Howe/Rick Wakeman/Alan White) – 18:34
4. Ritual (Nous Sommes Du Soleil) (Jon Anderson/Chris Squire/Steve Howe/Rick Wakeman/Alan White) – 21:35

Anmerkungen
- Eine der frühen Ideen für The Revealing Science of God (Dance of the Dawn) geht auf einen Song von Steve Howe namens For This Moment zurück. Er hat seine Demo-Version 1996 auf seinem Album Homebrew veröffentlicht. The Revealing Science of God (Dance of the Dawn) war ursprünglich ca. 28 Minuten lang. Yes kürzten es erst um sechs, dann um weitere zwei Minuten, damit es auf eine Albumseite passte. Jene zwei Minuten wurden auf der Wiederveröffentlichung von Rhino Records (2003) dem Stück wieder vorangestellt.
- Einige Teile von The Remembering (High the Memory), auf denen nur Rick Wakeman alleine zu hören ist, gehören zu den ersten Stücken, die der neue Schlagzeuger Alan White für Yes geschrieben hat.
- Auf The Ancient (Giants under the Sun) versuchte die Band, alte Kulturen wie die der Inka, der Maya und Atlantis' akustisch wiederauferstehen zu lassen. Das Ende des Stückes (ursprünglich ein Steve-Howe-Song namens Leaves of Green) beschäftigt sich mit der Frage, ob jede Hochkultur einmal durch ein anderes Volk zugrunde gehen muss.
- Das Klavier am Ende von Ritual (Nous Sommes Du Soleil) (die „Hold me, my love“-Passage) spielte Schlagzeuger Alan White, weil Wakeman zu diesem Zeitpunkt nicht im Studio sein konnte.

Das Album wurde im Jahr 2003 von Rhino Records remastert und wiederveröffentlicht. Diese Auflage enthält die verlängerte Version von The Revealing Science of God (Dance of the Dawn) und zwei Bonustracks:
1. Dance Of The Dawn (studio run-through)
2. Giants Under The Sun (studio run-through)

Im Oktober 2016 erschien eine erweiterte und von Steven Wilson neu gemischte Version des Albums. Auf vier Datenträgern (drei CDs und eine Blu-ray oder zwei CDs und zwei DVDs) sind neben diversen Stereo-Versionen hochauflösende 5.1 Abmischungen des Albums und Bonus-Tracks enthalten.

## Musikalischer Gehalt
Tales from Topographic Oceans wurde auf zwei LPs veröffentlicht, die zusammen eine Gesamtspielzeit von fast eineinhalb Stunden haben, und erreichte Platz 1 in den britischen Albumcharts, die Top 10 der US-Charts, und zwar noch bevor je ein Yes-Fan das Album zu hören bekam. Es ist das erste Yes-Album, das Gold-Status errang. In der Dokumentation YesYears berichtet Jon Anderson darüber, dass nach der Veröffentlichung von Close to the Edge in einer Zeitung gestanden hätte, das nächste, was Yes angingen, sei eine Vertonung der Bibel. Tatsächlich nahmen sich Jon Anderson und Steve Howe mit den shastrischen Schriften Indiens ein sogar noch ambitionierteres Konzept vor. Dieses Konzept hatte der Viergliederung der shastrischen Schriften entsprechend vier Teile, die auf vier Vinylseiten verteilt wurden. Dabei wurde The Revealing Science of God (Dance of the Dawn) von der Band als zugänglichster, am ehesten mit dem Wort „Pop“ in Verbindung zu bringender Teil angesehen. The Remembering (High the Memory) ist ein eher gleichmäßiger, passagenweise fast meditativer Teil mit hohen Anteilen an Wiederholung, und damit eines der Stücke, die Rick Wakeman besonders kritisch sah. The Ancient (Giants under the Sun) beginnt mit einem etwa 10 Minuten in Anspruch nehmenden rhythmusdominierten Teil, über den Steve Howe auf einer Pedal-Steel-Gitarre improvisiert, endet aber mit einer stillen Songpassage zur akustischen Gitarre. Ritual (Nous Sommes Du Soleil) ist neben The Ancient der abwechslungsreichste Teil, er umfasst improvisierte Passagen ebenso wie durchkomponierte Songteile, Perkussionteile, während derer jedes Bandmitglied ein Schlaginstrument spielte, und sogar ein Basssolo.
Die Parallele zu Beethovens neunter Symphonie, die man bisweilen in der Gliederung von Tales zu sehen glaubte, das Zitieren der drei ersten Teile zu Beginn des Vierten (im Bereich von ca. Min 4:00 bis 5:15), besteht letztlich nur in einigen Tönen eines Gitarrensolos, ist also kein wirklich kompositorischer Baustein des Stückes. Abgesehen von kurzen Zitaten wie diesen (es wird vor allem am Beginn und am Ende von The Ancient und am Beginn von Ritual aus den ersten beiden Teilen zitiert, meist aber nur im Rahmen von Gitarrensoli) sind die vier Stücke jedoch lediglich lose durch ihre Tonalität miteinander verbunden und ansonsten völlig eigenständig. Am ehesten lassen sich Begriffe wie „Sinfonie“ (mit der klassischen Einteilung in vier Sätze), „Suite“ oder „Liederzyklus“ auf das Album anwenden. Auch sind die vier Teile nicht gleich strukturiert, Aufbauschemata reichen von einer überdimensionalen Strophe-Refrain-Struktur (The Remembering) bis hin zu einer ABC-Einteilung (The Ancient).
Nur die Grundidee von Tales from Topographic Oceans geht auf die indische Kultur zurück. Die Musik des Albums ist, auch in den extremsten Passagen (The Ancient), vorwiegend westlich geprägt. Züge früher Weltmusik lassen sich aber in der Klanggestalt des Werks aufzeigen, so in den treibenden Rhythmen am Beginn von The Ancient oder in den Sitar-Klängen Steve Howes.

## Cover
Das Faltcover greift die Wünsche verschiedener Bandmitglieder auf. Roger Dean kombinierte einige dieser Vorstellungen zu seinem Bildentwurf. Aufgeklappt zeigt das Cover eine Landschaft im Sternenlicht, das nach unten hin einen fremdartig grünen Ton annimmt. Die Sternbilder sind die der fünf Yes-Musiker. In deren Mitte einer grauen und kalten Ebene sprudelt aus einer Felsformation eine kleine Quelle, deren Wasser sich in einen Teich ergießt, der jedoch niemals überzulaufen scheint. Um diesen herum wachsen einige Grünpflanzen. Rechts wird das Bild durch eine hohe Felsgruppe begrenzt, links durch einen runden Stein im Vordergrund und eine weitere Felsengruppe im Hintergrund. Zwischen diesen drei Felsgruppen befinden sich zwei weitere Landmarken: rechts, weit hinten am Horizont, eine Mayapyramide, hinter der soeben eine kalte Sonne untergeht, links ein weiterer einzelner, aufrecht stehender Felsblock.
Die Felsformationen stammen sämtlich aus Roger Deans Skizzenbuch, er hat sie nach Postkarten aus der Sammlung von Dominy Hamilton gezeichnet. Es handelt sich um die Brimham Rocks, die letzten Felsen bei Land’s End, den Logan Rock bei Treen sowie um einzelne Steine bei Avebury und Stonehenge. Die Pyramide erinnert an ähnliche Bauten in Mexiko und Guatemala (von Jon Anderson stammte der Vorschlag, eine Pyramide aus Chichén Itzá für das Cover zu verwenden), während eine Petroglyphe vor der Pyramide an die Zeichnungen auf der Nazca-Ebene denken lässt (dieser Vorschlag geht auf Alan White zurück).
Von links „schwimmen“ fünf Fische in den Vordergrund, zumindest einer davon ist mittlerweile ausgestorben, ein Knochenfisch. Auf den meisten Ausgaben des Albums ist um die Fische herum eine Wasserblase zu sehen, die auf dem ursprünglichen Bild nicht vorhanden war. Über der Pyramide befinden sich Albumtitel und Yes-Logo. Innen zeigen die beiden Seiten zwischen zahlreichen Naturaufnahmen einen Begleittext und die Texte zur Musik.
Es wird deutlich, wie Roger Dean hier typische Themen der 1970er Jahre, wie die Faszination für präkolumbische Kulturen, Astrologie und Natur, mit aus dem Surrealismus stammenden Bildideen zu verknüpfen suchte. Interessanterweise spielt gerade die indische Kultur für die Covergestaltung keine Rolle, was zusammen mit der nicht immer gelungenen Kombination einander fremd bleibender Bildelemente für Kritik, auch für Selbstkritik, gesorgt hat. Dennoch hat das Cover von Tales from Topographic Oceans im Progressive-Rock-Bereich und wohl auch im gesamten Rockbereich mittlerweile nahezu ikonischen Status erlangt und es wird immer wieder einmal zum besten Rock-Album-Cover aller Zeiten gewählt.

## Rückschau
Gitarrist Steve Howe sieht bis heute viele seiner besten Gitarrenstücke auf Tales. Bassist Chris Squire hebt hervor, dass er auf The Remembering zu Höchstform auflief: Er hält seinen Beitrag zu diesem Stück für sein bestes Bassspiel bis zu diesem Zeitpunkt. Dagegen ist er von The Ancient bis heute nicht sehr begeistert, während der Schlagzeuger Alan White gerade dieses Stück wegen seines Ethno-Einschlags sehr mag. Rick Wakeman, den die Arbeit an dem Konzeptwerk, an dessen Konzeption er nur am Rande beteiligt war, zeitweilig frustriert hatte, erwähnte später in Interviews, dass er The revealing science of God und Teile von The Ancient sehr genossen habe, aber nie ein Fan dieses Albums werden würde: Es sei 30 Minuten zu lang, 60 Minuten wären genug. Die Gründe für Wakemans Unzufriedenheit liegen vor allem darin begründet, dass Sänger Jon Anderson und Gitarrist Steve Howe die Kompositionen weitgehend dominierten und den anderen drei Bandmitgliedern kaum Platz zur eigenen Entfaltung ließen. Zudem sieht Wakeman an vielen Stellen Füllmaterial, das man besser weggelassen hätte.
Auf der Tour zum Album fand diese Frustration ihre Fortsetzung, denn die Bandkollegen wollten unbedingt das gesamte Album zur Aufführung bringen. Wakeman befürchtete zu Recht, dass die Fans sich von der Fülle an neuem Material (das zu Beginn der Tour viele noch gar nicht kannten) überfordert fühlen könnten. Die Shows wurden wie immer durch einen Ausschnitt aus Strawinskys Feuervogel-Suite eröffnet, es folgten Siberian Khatru, And You and I und Close to the Edge. Daraufhin wurde Tales komplett gespielt, es folgte mit Roundabout eine einzige Zugabe. Für Wakeman, der vor allem während The Remembering nur wenig zu tun hatte, ein großes Ärgernis, das er während eines Konzertes in der Free Trade Hall in Manchester am 28. oder 29. November 1973 durch das Verzehren eines indischen Currygerichts – Anspielung sowohl auf das ambitionierte Konzept von „Tales“ als auch auf die für den Keyboarder wenig anspruchsvollen Passagen während The Remembering – weithin sichtbar kommentierte. Zu Beginn der USA-Tour 1974 wurde zunächst sporadisch, später regelmäßig die zweite Seite The Remembering gestrichen und gegen Starship Trooper (als zweite Zugabe) ersetzt, später entfielen hin und wieder auch andere Teile. Doch Wakeman hatte bereits beschlossen, die Band zu verlassen. Der Erfolg seines eigenen Soloalbums The Six Wives of Henry VIII hatte ihm neue Wege eröffnet, und er plante bereits während der Tales-Tour seine Solokarriere.
2002 erschien die 5-CD-Compilation In A Word, die in einer Auswahl das gesamte Schaffen von Yes dokumentierte. Als Besonderheit wurde für diese Ausgabe das ursprüngliche Intro für The Revealing Science of God, das nicht auf die Vinyl-Ausgabe gepasst hatte, restauriert und dem Stück vorangestellt (damit wurde dieses auf 22:37 verlängert). Diese verlängerte Version ist 2003 auch auf der CD-Ausgabe von Tales bei Rhino Records erschienen.

## Live
- The Revealing Science Of God wurde 1973/74, 1996, 1997/98 und 2002 166 mal live gespielt und ist auf Keys to Ascension zu hören
- The Remembering wurde 1973/74 und 2 mal 1976 33 mal live gespielt
- The Ancient wurde 1973/74 54 mal live gespielt
- Ritual wurde 1973–1976, 1997/98, 2000/01 und 2004 427 mal live gespielt und ist auf Yesshows zu hören